# Samsung Galaxy M32
I Samsung Galaxy M32 e M32 5G sono due smartphone di fascia media prodotto da Samsung principalmente in India, facente parte della serie Samsung Galaxy M.

## Caratteristiche tecniche

### Hardware
Il Galaxy M32 è uno smartphone con form factor di tipo slate, le cui dimensioni sono di 159,3 × 74 × 9,3 millimetri e pesa 196 grammi (In Europa: 159,3 × 74 × 8,4 mm, peso 180 g).
Il dispositivo è dotato di connettività GSM, HSPA, LTE, di Wi-Fi 802.11 a/b/g/n/ac con supporto a Wi-Fi Direct ed hotspot, di Bluetooth 5.0 con A2DP e LE, di GPS con A-GPS, GALILEO, GLONASS e BeiDou. Ha una porta USB-C 2.0 ed un ingresso per jack audio da 3,5 mm.
Dispone di uno schermo touchscreen capacitivo da 6,4 pollici di diagonale, di tipo Super AMOLED Infinity-U con aspect ratio 20:9, angoli arrotondati e risoluzione FHD+ 1080 × 2400 pixel (densità di 412 pixel per pollice). Supporta il refresh rate a 90 Hz. Il frame laterale ed il retro sono in plastica.
La batteria ai polimeri di litio da 6000 mAh (5000 mAh in Europa) non è removibile dall'utente. Supporta la ricarica rapida a 25 W.
Il chipset è un MediaTek Helio G80. La memoria interna di tipo eMMC 5.1 è 64 o 128 GB, mentre la RAM è di 4 o 6 GB (i base al taglio scelto).
La fotocamera posteriore ha 4 sensori, uno principale da 64 MP con apertura f/1.8, uno da 8 MP ultra-grandangolare, uno da 2 MP macro e uno da 2 MP di profondità, è dotata di autofocus, modalità HDR e flash LED, in grado di registrare al massimo video Full HD a 30 fotogrammi al secondo, mentre la fotocamera anteriore è da 20 MP e registra video in Full HD a 30 fps.

### Software
Il dispositivo è stato immesso sul mercato con Android 11 ed interfaccia personalizzata One UI 3.1.

## Varianti

### Galaxy M32 5G
Il Galaxy M32 5G è uno smartphone con form factor di tipo slate, le cui dimensioni sono di 164,2 × 76,1 × 9,1 mm e pesa 205 grammi.
Il dispositivo è dotato di connettività GSM, HSPA, LTE e 5G, di Wi-Fi 802.11 a/b/g/n/ac dual-band con supporto a Wi-Fi Direct e hotspot, di Bluetooth 5.0 con A2DP e LE, di NFC, di GPS con A-GPS, GLONASS, GALILEO e BeiDou. Ha la Radio FM e il supporto al Dolby Atmos. Ha una porta USB-C 2.0 e un ingresso per jack audio da 3,5 mm.
Presenta uno schermo touchscreen capacitivo da 6,5 pollici di diagonale, di tipo TFT Infinity-V, angoli arrotondati e risoluzione HD+ 720 × 1600 pixel.
La batteria li-po da 5000 mAh non è removibile dall'utente. Supporta la ricarica rapida a 15 W.
Il chipset è un MediaTek Dimensity 720 5G (MT6853V 5G-B) con CPU Octa-core (2 core a 2 GHz + 6 core a 2 GHz). La memoria interna di tipo UFS 2.1 è di 128 GB espandibili con microSD sino a 1 TB mentre la RAM è di 6 o 8 GB.
La fotocamera posteriore ha un sensore principale da 48 MP, con apertura f/1.8, uno da 8 MP grandangolare, una da 5 MP di profondità e una da 2 MP per le macro, è dotata di autofocus PDAF, modalità HDR e flash LED, in grado di registrare al massimo video 4K a 30 fps, mentre la fotocamera anteriore è singola da 13 MP, con supporto HDR e registrazione video massimo Full HD@30 fps.
Viene immesso sul mercato con Android 11 ed interfaccia personalizzata One UI 3.1.
Lo smartphone è una versione rinominata del Galaxy A32 5G, avendo le medesime caratteristiche e presentato il 27 gennaio 2021.

## Commercializzazione
Il Galaxy M32 è stato presentato il 21 giugno 2021. È in vendita, in India, dal 28 giugno seguente. Il 9 luglio 2021 arriva anche in Italia in esclusiva su Amazon e Samsung Shop.
Il Galaxy M32 5G è stato presentato il 25 agosto 2021. È in vendita dal 2 settembre successivo.